# Action Comics

Superman-Logo seit den 1960er-Jahren

Action Comics (zwischenzeitlich auch Action Comics featuring Superman genannt) war das erste Comicmagazin welches die Geschichten über den Comichelden Superman veröffentlichte. Er wurde in der ersten Ausgabe (#1), die mit der Aufschrift Juni 1938 erschien, erstmals vorgestellt. Tatsächlich wurde die Premierenausgabe jedoch bereits zwischen dem 18. April und dem (möglicherweise tatsächlichen Datum) 3. Mai veröffentlicht.
Seit 2011 läuft mit Action Comics (Vol. 2) die zweite Reihe.

## Geschichte

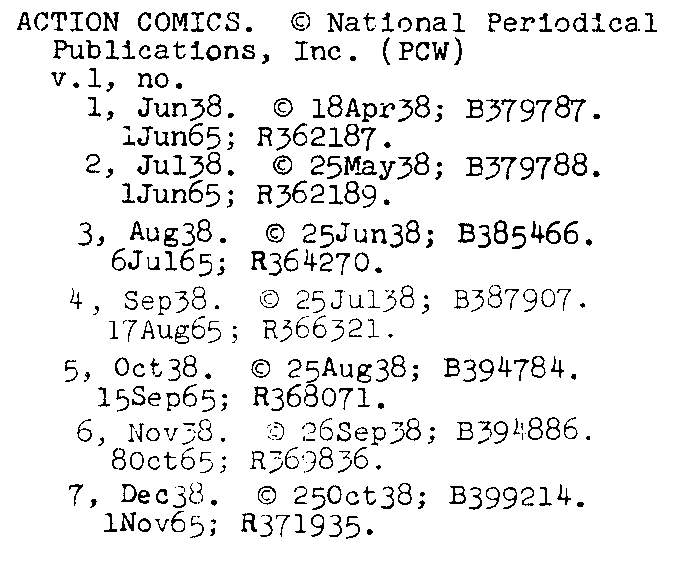
Liste der ersten sieben Ausgaben der Action Comics mit ihrem Coverdatum und (vermutlich) dem Copyright-Datum für die Library of Congress. Das tatsächliche Erscheinungsdatum liegt kurz nach dem Copyright-Datum.

### Überblick
Mit einer ungebrochenen Veröffentlichungshistorie seit dem Juni des Jahres 1938 war Action Comics (Vol. 1) – mit Ausnahme der Detective Comics (Vol. 1), die seit 1937 erschienen – das langlebigste US-amerikanische Comicmagazin, das bis in die Gegenwart veröffentlicht wurde. Das heißt, mit Ausnahme der Detective Comics konnte sich kein anderes US-amerikanisches Comicheft darauf berufen, seit über 75 Jahren ohne Pausen als turnusmäßig publiziertes Periodikum zu erscheinen. Mit über 900 erreichten Ausgaben war Action Comics, noch vor Detective Comics, zudem diejenige amerikanische Comicreihe mit dem zweithöchsten Heftnummernstand nach der Serie Four Colors von Dell Comics, die allerdings lediglich von 1939 bis 1962 erschien, aber zuletzt die Heftnummer 1354 trug. Zu den 904 durchnummerierten Action-Comics-Ausgaben kommen als Sondernummern die beiden Ausgaben #0 (Oktober 1994; zwischen #703 und #704) und #1.000.000 (November 1998; zwischen #748 und #749). Im Herbst 2011 wurden sowohl Action Comics als auch Detective Comics in einer neuen Reihe bei #1 gestartet.

### Anfangszeit
Während die Superman-Reihe in den ersten Ausgaben der Serie „nur“ eines von mehreren in den Action Comics erscheinenden Features war, avancierten die Geschichten um den „Mann aus Stahl“ binnen weniger Monate zu den am weitaus populärsten der in den Action Comics enthaltenen Reihen (andere waren etwa die Geschichten über den Zauberer Zatara oder über einen nur in Reimen sprechenden Polizisten). Dies hatte zur Folge, dass der Seitenanteil, den die Superman-Geschichten am Gesamtumfang einer Action Comics-Ausgabe veranschlagten, kontinuierlich anstieg, bis Superman zum Haupt-Feature der Serie wurde. Gleichermaßen „monopolisierte“ der Superman-Charakter binnen weniger Monate die Titelblätter oder Cover der Serie, auf denen seit 1940 immer ein Superman-Motiv zu sehen ist, während dieses „Privileg“ den Titelhelden anderer Geschichten – mit Ausnahme einer kurzen Zeitspanne des Jahres 1988 – seither niemals wieder zuteilgeworden ist.
Ende der 1950er Jahre verschwanden schließlich praktisch alle verbliebenen Features die nichts mit Superman zu tun hatten (so etwa Congo Bill oder Tommy Tomorrow) zugunsten der Geschichten über den „Mann aus Stahl“ aus Action Comics, die seither – abgesehen von sehr seltenen Backup-Geschichten – den alleinigen Inhalt der Serie bilden.

### Action Comics Weekly
Zwischen 1988 und 1989 erschien Action Comics nach dem Vorbild der britischen Comiczeitschrift 2000AD knapp ein Jahr lang als Anthologie-Serie unter dem Titel Action Comics Weekly. Davon betroffen waren die Ausgaben #601 bis #642.
Während dieser Zeit wurden dem Superman-Charakter lediglich zwei Seiten pro Ausgabe – die von Curt Swan gezeichnete Kurzgeschichten enthielten – gewidmet, während der Rest der, umfänglich deutlich erweiterten, Hefte mit Geschichten um andere Figuren gefüllt wurde. Zu den Features die Action Comics Weekly beinhaltete zählten dabei unter anderem Green Lantern – das einzige in jeder Ausgabe erscheinende Feature – sowie die nur wechselweise, „rotierend“, erscheinenden Geschichten um Black Canary, Blackhawk, Catwoman, Deadman, Phantom Lady, Phantom Stranger, Secret Six, Speedy und Wild Dog.
1989 wurden das Anthologiekonzept und der wöchentliche Erscheinungsmodus aufgegeben und Action Comics kehrte dazu zurück in monatlichem Rhythmus zu erscheinen und ausschließlich Superman-Geschichten zu drucken.

### Ende der ersten und Start der zweiten Serie
Als für einen Neustart des DC-Universums im Jahr 2011 alle Comicreihen von DC Comics eingestellt wurden, war auch Action Comics davon betroffen. So war im Herbst die #904 die letzte Ausgabe der ursprünglichen Reihe, und nach 73 Jahren gab es im Rahmen dieses vollumfänglichen Reboots eine neue #1 als eine von 52 Comicreihen.
Am 18. April 2018 erschien zum 80-jährigen Jubiläum der Serie die Ausgabe #1000, in der Superman zu seinem traditionellen Kostüm mit roter "Unterhose" und gelben Gürtel zurückkehrte. Parallel zu Action Comics #1000, welches in neben dem regülären Cover mit vielen Covervarianten (unter anderem mit Motiven aus acht Jahrzehnten) veröffentlicht wurde, erschien das Hardcover-Buch Action Comics: 80 Years of Superman Deluxe Edition.

## Bedeutung

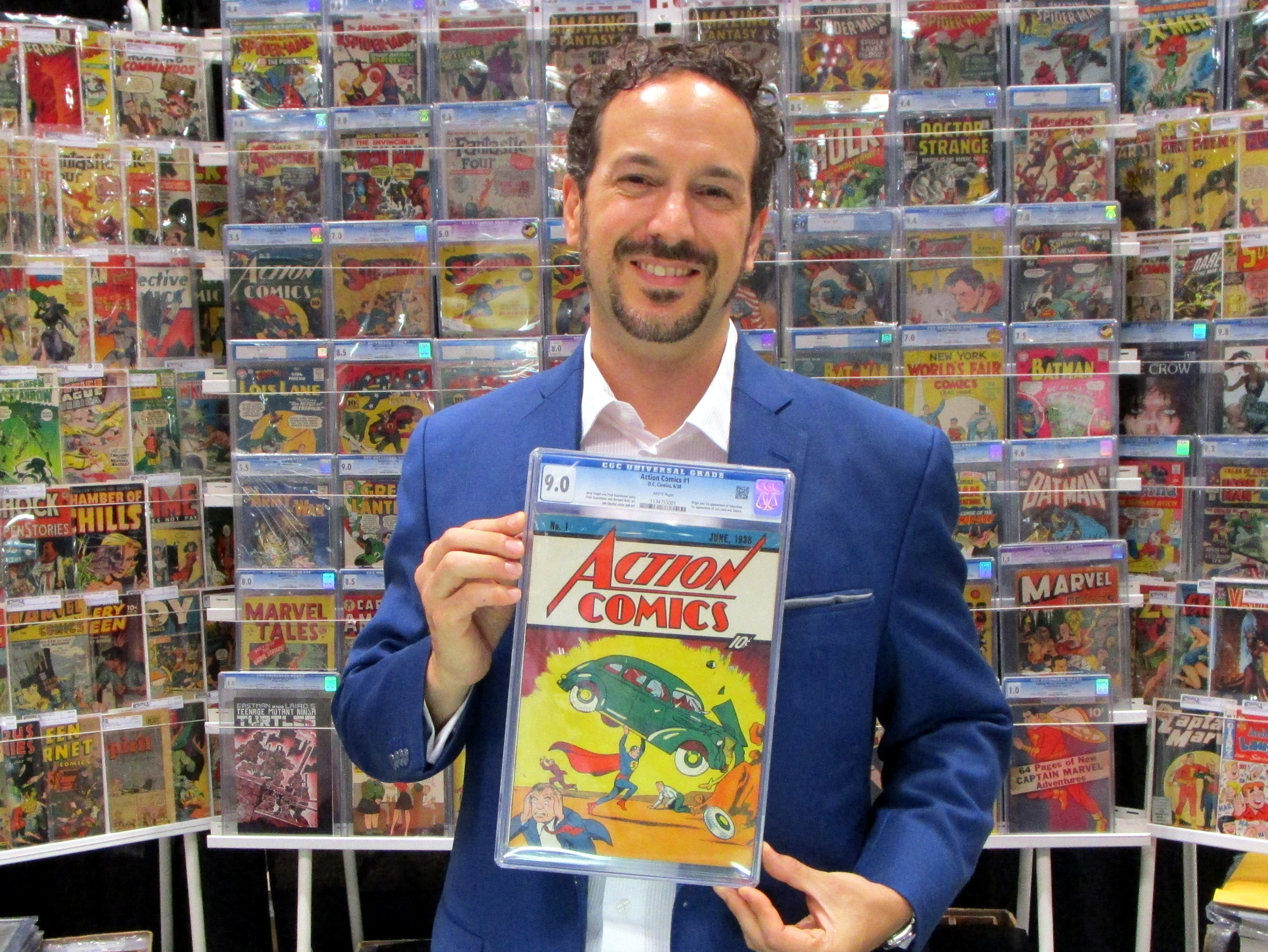
Der Comichändler Vincent Zurzolo mit einem Original von Action Comics #1 (Comic Con, New York 2014)

Action Comics #1 wird oft als das teuerste und meistgesuchte Comic-Heft der Welt bezeichnet und wird in diesem Zusammenhang auch die Mona Lisa der Comics oder der Heilige Gral der Comic-Welt genannt. Die drei Ausgaben im besten bekannten Zustand erreichten wiederholt Höchstpreise.
Ein Exemplar in hervorragendem Zustand wurde im Februar 2010 für 1.000.000 US-Dollar versteigert. Das war das erste Mal, dass ein Comic einen siebenstelligen Betrag erreichte. 2011 ließ Schauspieler Nicolas Cage, ein bekannter Comic-Sammler, eine Ausgabe von Action Comics #1 versteigern. Das Heft, in einem fast perfekten Zustand (das Comic-Bewertungs- und Restaurations-Unternehmen CGC bewertete das Comic mit 9,0 auf einer Skala bis 10), wurde 2000 aus Cages Haus gestohlen und erst 2010 wiedergefunden. Es erzielte einen neuen Rekord-Preis von 2,16 Millionen US-Dollar. Eine dritte Ausgabe, ebenfalls in fast perfektem Zustand (9,0) wurde 2014 auf eBay versteigert. Das nicht unumstrittene Heft, das in Sammlerkreisen zuvor unbekannt war, erzielte den Preis von 3,2 Millionen US-Dollar (Stand: August 2015; umgerechnet etwa 2,4 Millionen Euro). Dieser Preis wurde im April 2021 mit 3,25 Millionen US-Dollar noch einmal überboten. Im April 2024 wurde der Preis ein weiteres Mal überboten, als über das Auktionshaus Heritage Auctions eine Ausgabe mit der CGC Bewertung 8,5 für 6 Millionen US-Dollar versteigert wurde.
Von dem ursprünglich in einer Auflage von 200.000 gedruckten Comics existieren heute noch geschätzt 50 bis 100 Exemplare. Das Heft kostete 1938 noch 10 Cent. Es wird heute auch in sehr schlechtem Zustand mit mindestens 100.000 US-Dollar gehandelt.
In der ersten Ausgabe dieser Serie hatte Superman seinen ersten Auftritt in der Form, wie man ihn bis heute kennt, auch wenn an seinen Kräften im Laufe der Zeit noch große Veränderungen vorgenommen wurden. Berühmt ist zudem das – immer wieder adaptierte, parodierte oder hommagierte – Titelbild der ersten Ausgaben der Action Comics, das Superman zeigt, wie er ein Automobil über seinen Kopf emporwuchtet und in dynamischer Bewegung gegen einen Felsen schmettert.